# هنری دیوید جونز
هنری دیوید جونز (انگلیسی: Harry Jones; ۱۴ مارس ۱۷۹۱ – ۴ اوت ۱۸۶۶) یک افسر نیروی زمینی بریتانیا بود که به‌عنوان بنیانگذار و نخستین فرمانده کالج نظامی سلطنتی سندهرست فعالیت می‌کرد.
او پنجمین پسر جان جونز از همسرش، مری، دختر جناب جان رابرتز، از لندگارد فورت، افسر پیاده‌نظام و برادر سرلشکر جان توماس جونز، از کرانمر هال، فاکنهام، نورفولک بود.
جونز که در آکادمی نظامی سلطنتی وولیچ تحصیل کرده بود، در سپتامبر ۱۸۰۸ به سپاه مهندسین سلطنتی پیوست. در سال ۱۸۰۹ او در حمله به قلعه فلاشینگ در طول لشکرکشی والچرن شرکت داشت. سپس در دفاع از کادیز در سال ۱۸۰۹، محاصره باداخوس در سال ۱۸۱۲، نبرد ویتوریا در سال ۱۸۱۳ و نبرد نیول در سال ۱۸۱۳ شرکت کرد. او در سپتامبر ۱۸۱۳ در حین رهبری امید واهی در اولین حمله در محاصره سن سباستین زخمی شد.
در فوریه ۱۸۱۵، او به ارتش تحت فرماندهی ژنرال جان لمبرت در جزیره دافین، آلاباما پیوست و تحت پرچم آتش‌بس آمریکا برای انجام وظیفه ویژه به نیواورلئان اعزام شد.
در بازگشت به اروپا، او به ارتش هلند پیوست و در ۱۸ ژوئن ۱۸۱۵ در اوستنده پیاده شد. او پس از ورود نیروهای بریتانیایی به پاریس تحت فرماندهی دوک ولینگتون، به عنوان مهندس فرمانده مسئول استحکامات در مونمارتر منصوب شد. جونز در سال ۱۸۱۶ به عنوان کمیسر ارتش اشغالگر پروس منصوب شد و در سال ۱۸۳۳ به خدمت ویژه در قسطنطنیه رفت.
او در سال ۱۸۳۵ به عنوان کمیسر مرزهای شهری در انگلستان، در سال ۱۸۴۵ به عنوان رئیس هیئت مدیره کارهای عمومی در ایرلند و در سال ۱۸۵۱ به عنوان مدیر مؤسسه سلطنتی مهندسی برای آموزش میدانی در چاتهام منصوب شد.
او در جنگ کریمه فرماندهی نیروهای بریتانیایی را در نبرد بومارسوند و سپس فرماندهی نیروهای مهندسی سلطنتی را در محاصره سواستوپول بر عهده داشت. پس از آن، نشان درجه دو مدجیدی، مدال بالتیک و مدال کریمه را با نشان افتخار دریافت کرد.
در سال ۱۸۵۶، او فرماندار کالج نظامی سلطنتی سندهرست شد. او دکترای افتخاری حقوق مدنی دانشگاه آکسفورد را دریافت کرد و سرهنگ افتخاری گردان اداری چهارم، سپاه داوطلبان تفنگداران چشایر بود. در سال ۱۸۵۹، او به خدمت در کمیسیون سلطنتی دفاع از بریتانیا منصوب شد، که توصیه‌های آن منجر به برنامه عظیمی برای تقویت کارخانه‌های کشتی‌سازی نیروی دریایی بریتانیا شد.
او پس از «یک بیماری طولانی مدت» در ۴ اوت ۱۸۶۶ درگذشت و در گورستان آکادمی نظامی سلطنتی سندهرست به خاک سپرده شد.